# Gradski stadion (Sisak)
Gradski stadion – wielofunkcyjny stadion w mieście Sisak, w Chorwacji. Został otwarty w 1956 roku. Może pomieścić 8000 widzów. Swoje spotkania rozgrywają na nim piłkarze klubu HNK Segesta.